# بئاته داینینگر
بئاته داینینگر (آلمانی: Beate Deininger؛ زادهٔ ۲۴ ژانویه ۱۹۶۴) بازیکن هاکی روی چمن اهل آلمان است.